# Нова-Серрана
Нова-Серрана (порт. Nova Serrana) — муниципалитет в Бразилии, входит в штат Минас-Жерайс. Составная часть мезорегиона Запад штата Минас-Жерайс. Входит в экономико-статистический микрорегион Дивинополис. Население составляет 51 885 человек на 2006 год. Занимает площадь 283,101 км². Плотность населения — 183,3 чел./км².
Праздник города — 1 января.

## История
Город основан 1 января 1954 года. 

## Статистика
- Валовой внутренний продукт на 2003 год составляет 274 831 442,00 реалов (данные: Бразильский институт географии и статистики).
- Валовой внутренний продукт на душу населения на 2003 год составляет 6071,74 реалов (данные: Бразильский институт географии и статистики).
- Индекс развития человеческого потенциала на 2000 год составляет 0,801 (данные: Программа развития ООН).